# Polski Związek Hodowców Koni Małopolskich
Polski Związek Hodowców Koni Małopolskich – stowarzyszenie miłośników, hodowców i użytkowników koni półkrwi angloarabskiej. Związek został zarejestrowany 11 września 2003 r. przez Sąd Rejonowy w Lublinie. Siedzibą Związku jest Białka.
Pierwsze walne zgromadzenie związku odbyło się 15 listopada 2003 r. w Krasnymstawie. Wtedy uchwalono statut PZHKM a także wybrano władze związku.

## Rasa małopolska
Pojęcie „Małopolska Rasa Koni” po raz pierwszy pojawiło się w 1962 roku. Wtedy to weszło w życie Rozporządzenie Ministra Rolnictwa w sprawie prowadzenia ksiąg zwierząt zarodowych. Już po roku ukazał się I tom Księgi Stadnej Koni Małopolskich. Wydanie Księgi miało na celu ujęcie w ramy prawne pogłowia koni gorącokrwistych występujących na terenach ówczesnych województw: kieleckiego, lubelskiego, krakowskiego i rzeszowskiego. Konie rasy małopolskiej odznaczały wtedy dużą odrębnością w stosunku do innych koni ras szlachetnych z pozostałych województw. Znawcy koni akcentowali wybitną wartość genetyczną tej rasy.
Nazwy rasa małopolska zaczęto używać już w XV w. dla określenia koni występujących ówcześnie na terenie województw: krakowskiego, sandomierskiego i lubelskiego.